# Schizocyathus fissilis
Schizocyathus fissilis är en korallart som beskrevs av Pourtalès 1874. Schizocyathus fissilis ingår i släktet Schizocyathus och familjen Guyniidae. Inga underarter finns listade i Catalogue of Life.